# Azerithonica hyrcanica
Azerithonica hyrcanica (лат.) — вид воронковых пауков рода Azerithonica из семейства Agelenidae. Обитает в Закавказье: Азербайджан.

## Описание
Мелкого размера пауки, длина самцов до 4,5 мм (у самок до 4,6 мм). Длина головогруди самцов 2,38 мм (ширина 1,95 мм). Длина головогруди самок 2,2 мм (ширина 1,7 мм). Головогрудь жёлтая с серым узором.
Вид Azerithonica hyrcanica был впервые описан в 2005 году арахнологами Элхином Гусейновым (Elchin F. Guseinov, Институт зоологии АН Азербайджана, Баку, Азербайджан), Юрием М. Марусиком (Институт биологических проблем Севера ДВО РАН, Магадан, Россия) и Сеппо Копоненом (Seppo Koponen, Zoological Museum, University of Turku, Турку, Финляндия) вместе с видами A. caucasica, A. dunini и A. levyi Guseinov, Marusik & Koponen, 2005.
Таксон Azerithonica hyrcanica включён в род Azerithonica. Видовое название A. hyrcanica дано по имени места обнаружения (гирканские леса на юго-востоке Азербайджана).